# Arcidiocesi di Rabat
L'arcidiocesi di Rabat (in latino Archidioecesis Rabatensis) è una sede della Chiesa cattolica in Marocco immediatamente soggetta alla Santa Sede. Nel 2023 contava 22.310 battezzati su 33.100.000 abitanti. È retta dall'arcivescovo cardinale Cristóbal López Romero, S.D.B.

## Territorio
L'arcidiocesi comprende tutto il Marocco, ad eccezione della zona settentrionale.
Sede arcivescovile è la città di Rabat, dove si trova la cattedrale di San Pietro. A Casablanca sorge l'ex cattedrale del Sacro Cuore, oggi sconsacrata.
Il territorio è suddiviso in 18 parrocchie, raggruppate in 4 regioni: Rabat, Casablanca, Sud ed Est.

## Storia
Il vicariato apostolico di Rabat fu eretto il 2 luglio 1923 con il breve Quae catholico nomini di papa Pio XI, ricavandone il territorio dal vicariato apostolico del Marocco (oggi arcidiocesi di Tangeri).
Il 14 settembre 1955 il vicariato apostolico è stato elevato al rango di arcidiocesi con la bolla Dum tantis di papa Pio XII.
Il 2 maggio 1970 ampliò il proprio territorio con l'ex colonia spagnola di Ifni, appartenuta fino a quel momento alla prefettura apostolica del Sahara spagnolo e di Ifni, che contestualmente cambiò il proprio nome in prefettura apostolica del Sahara spagnolo (oggi prefettura apostolica del Sahara Occidentale).
Il 1º giugno 2020 la Congregazione per il culto divino e la disciplina dei sacramenti ha confermato i santi Berardo, Ottone, Pietro, Accursio e Adiuto patroni principali dell'arcidiocesi.

## Cronotassi dei vescovi
Si omettono i periodi di sede vacante non superiori ai 2 anni o non storicamente accertati.

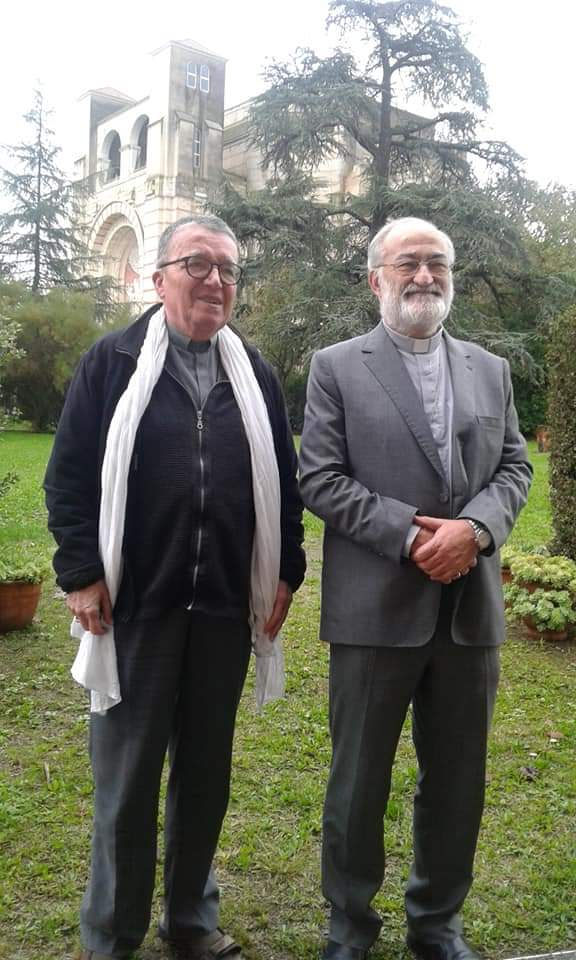
Gli ultimi due arcivescovi di Rabat, Vincent Landel a sinistra, e Cristóbal López Romero a destra.

- Victor Colomban Dreyer, O.F.M. † (27 giugno 1923 - 11 marzo 1927 nominato vicario apostolico del Canale di Suez)
- Henri Vielle, O.F.M. † (8 giugno 1927 - 7 maggio 1946 deceduto)
- Louis-François-Bienaimé-Amedée Lefèbvre, O.F.M. † (10 aprile 1947 - 15 gennaio 1968 deceduto)
- Jean-Berchmans-Marcel-Yves-Marie-Bernard Chabbert, O.F.M. † (15 gennaio 1968 succeduto - 17 luglio 1982 nominato arcivescovo, titolo personale, di Perpignano-Elne)
- Hubert Louis Marie Félix Michon † (2 maggio 1983 - 5 maggio 2001 dimesso)
- Vincent Louis Marie Landel, S.C.I. di Béth. (5 maggio 2001 succeduto - 29 dicembre 2017 ritirato)
- Cristóbal López Romero, S.D.B., dal 29 dicembre 2017

## Statistiche
L'arcidiocesi nel 2023 su una popolazione di 33.100.000 persone contava 22.310 battezzati, corrispondenti allo 0,1% del totale.
| anno | popolazione | popolazione | popolazione | presbiteri | presbiteri | presbiteri | presbiteri                | diaconi | religiosi | religiosi | parrocchie |
| anno | battezzati  | totale      | %           | numero     | secolari   | regolari   | battezzati per presbitero | diaconi | uomini    | donne     | parrocchie |
| ---- | ----------- | ----------- | ----------- | ---------- | ---------- | ---------- | ------------------------- | ------- | --------- | --------- | ---------- |
| 1950 | 360.000     | 8.764.300   | 4,1         | 202        | 60         | 142        | 1.782                     |         | 265       | 481       | 57         |
| 1970 | 150.000     | 12.430.000  | 1,2         | 188        | 103        | 85         | 797                       |         | 112       | 410       | 67         |
| 1978 | 60.000      | 17.000.000  | 0,4         | 83         | 29         | 54         | 722                       |         | 64        | 298       | 50         |
| 1990 | 63.000      | 27.000.000  | 0,2         | 58         | 19         | 39         | 1.086                     |         | 48        | 188       | 32         |
| 1999 | 22.000      | 30.000.000  | 0,1         | 47         | 13         | 34         | 468                       |         | 43        | 154       | 40         |
| 2000 | 22.000      | 30.000.000  | 0,1         | 50         | 17         | 33         | 440                       |         | 43        | 160       | 27         |
| 2001 | 22.000      | 30.000.000  | 0,1         | 50         | 17         | 33         | 440                       |         | 44        | 155       | 27         |
| 2002 | 22.000      | 27.300.000  | 0,1         | 55         | 23         | 32         | 400                       |         | 43        | 155       | 27         |
| 2003 | 21.000      | 27.300.000  | 0,1         | 39         | 8          | 31         | 538                       |         | 44        | 144       | 27         |
| 2004 | 21.000      | 27.500.000  | 0,1         | 37         | 4          | 33         | 567                       |         | 45        | 144       | 31         |
| 2007 | 20.000      | 30.000.000  | 0,1         | 25         | 4          | 21         | 800                       |         | 28        | 133       | 30         |
| 2010 | 25.000      | 27.648.151  | 0,1         | 31         | 12         | 19         | 806                       |         | 27        | 135       | 28         |
| 2014 | 21.000      | 28.860.000  | 0,1         | 44         | 24         | 20         | 477                       |         | 25        | 120       | 25         |
| 2017 | 20.000      | 29.900.000  | 0,1         | 33         | 14         | 19         | 606                       |         | 22        | 101       | 28         |
| 2020 | 21.150      | 30.858.500  | 0,1         | 34         | 16         | 18         | 622                       |         | 23        | 95        | 18         |
| 2022 | 22.300      | 33.088.513  | 0,1         | 36         | 19         | 17         | 619                       |         | 24        | 85        | 18         |
| 2023 | 22.310      | 33.100.000  | 0,1         | 37         | 18         | 19         | 602                       |         | 26        | 86        | 18         |